# アイドルをさがせ!
『アイドルをさがせ!』は、テレビ東京系列局で放送されていたバラエティ番組。朝日広告社とエス・エス・エムの共同製作。略称は「あいさが」もしくは「アイさが」。テレビ東京では1999年1月5日から2002年3月26日まで放送。

## 出演者

### 司会
- 初代（1999年1月5日 - 1999年12月28日）
  - 中澤裕子、平家みちよ
- 2代目（2000年1月11日 - 2001年3月27日）
  - 飯田圭織、りんね
- 3代目（2001年4月 - 2002年3月26日）
  - 中澤裕子、稲葉貴子

### その他の主な出演者
- モーニング娘。
- カントリー娘。
- ココナッツ娘。
- メロン記念日
- 松浦亜弥
- 菊池亜衣
- シェキドル
- 前田有紀
- 藤本美貴
- 田中義剛
- 堀内孝雄
- 五木ひろし
- 柳澤順子

## 内容
- ゲストトーク
- PV撮影密着取材
- オーディション追跡
  - モーニング娘。&平家みちよ妹分オーディション
  - カントリー娘。オーディション
- ドラマ
  - サイボーグしばた
  - キャプテンしばた
  - 亜弥のDNA
- チャレンジ企画
  - マネージャーに挑戦
  - インターネットに挑戦
  - 寿司職人に挑戦
  - 雑誌の編集部員に挑戦
  - カラオケに挑戦
  - たこ焼き屋に挑戦
  - ニュースキャスターに挑戦
  - ボクシングトレーナーに挑戦
  - 犬ぞりレースに挑戦
- その他の主な企画
  - ハロプロ大喜利大会!
  - 飯田圭織画伯の誕生映像
  - 北海道グルメ対決
  - 中澤裕子ニセお見合い企画
  - 最終回SP in 石垣島

## オープニングテーマ
- モーニング娘。
- ココナッツ娘。
- 後藤真希
- 松浦亜弥
- タンポポ
- ミニモニ。
- シャッフルユニット

## エンディングテーマ
- 平家みちよ
- 安倍なつみ
- ココナッツ娘。
- カントリー娘。
- シェキドル
- 釈由美子
  - ドラマティックに恋をして
- メロン記念日
  - 告白記念日
  - 電話待っています
  - This is 運命
  - さぁ!恋人になろう
- 藤本美貴

## スタッフ
- ナレーション：DJグッチー→國武美由紀
- 構成：柏田眞志、佐藤俊明
- 技術：バンエイト
- カメラ：野坂和宏・川口宏樹（以上J-crew）→元木宏（八峯テレビ）→先崎聡（放映サービス）
- EED：岡本広（共同テレビジョン）
- MA：岩下広史・和光康彦（以上共同テレビジョン）
- 音響効果：張替正美・星川秀一（以上第一音響）
- AD：渡邉正央（エス・エス・エム）
- AP：長谷川理江（エス・エス・エム）
- ディレクター：佐々木誠（エス・エス・エム）
- 演出：野中哲也
- プロデューサー：両角誠（八峯テレビ→エス・エス・エム）、泉正隆→山本康史（吉本興業）
- 制作協力：八峯テレビ、アップフロントエージェンシーグループ
- 製作：朝日広告社、吉本興業→エス・エス・エム

## 放送局
| 放送対象地域   | 放送局         | 系列           | 放送日時 |
| -------------- | -------------- | -------------- | --- |
| 関東広域圏     | テレビ東京     | テレビ東京系列 | 火曜 24:45 - 25:15 （1999年1月5日 - 1999年3月30日） 火曜 25:15 - 25:45 （1999年4月6日 - 2002年3月26日） |
| 北海道         | テレビ北海道   | テレビ東京系列 | 土曜 25:50 - 26:20 （2000年10月28日 - 2002年3月23日） 木曜 26:00 - 26:30 （2002年4月18日） |
| 愛知県         | テレビ愛知     | テレビ東京系列 | 火曜 24:45 - 25:15 （1999年4月13日 - 1999年9月21日） 土曜 26:05 - 26:35 （1999年10月2日 - 2000年3月25日） 水曜 25:45 - 26:15 （2000年4月5日 - 2000年6月28日） 火曜 25:15 - 25:45 （2000年7月4日 - 2001年3月27日） 火曜 24:45 - 25:15 （2001年4月3日 - 2002年3月26日） 火曜 24:55 - 25:25 （2002年4月2日） |
| 大阪府         | テレビ大阪     | テレビ東京系列 | 水曜 24:35 - 25:05 （2000年 - 2001年） |
| 岡山県・香川県 | テレビせとうち | テレビ東京系列 | 水曜 24:40 - 25:10 （2001年1月 - 2002年3月27日） 日曜 24:50 - 25:20 （2002年4月7日） |
| 福岡県         | TVQ九州放送    | テレビ東京系列 | 木曜 24:40 - 25:10 （2001年） 火曜 25:10 - 25:40 （2001年） |

## 関連メディア

### 書籍
- アイドルをさがせ!公式BOOK （2001年7月19日発売、発売元 - メディアファクトリー、ISBN 4-8401-0326-7）

### DVD
- アイドルをさがせ!ヒストリー 〜ハロプロメンバー総出演!〜（2002年1月17日発売、発売元：hachama）
- アイドルをさがせ!ヒストリー2 〜ハロプロメンバー総出演!〜（2002年4月3日発売、発売元：hachama）
- アイドルをさがせ!ヒストリー3 〜ハロプロメンバー総出演!〜（2002年7月24日発売、発売元：hachama）
- アイドルをさがせ!コレクション Vol.1 （2002年12月4日発売、発売元：hachama） - 「サイボーグしばた」全9話を収録。
- アイドルをさがせ!コレクション Vol.2 （2002年12月4日発売、発売元：hachama）
- 亜弥のDNA （2003年1月16日発売、発売元：ZETIMA）
- 新サイボーグしばたっ!! （2004年9月29日発売、発売元：ZETIMA）  - 「新サイボーグしばた」全6話を収録。
- 闘え!!サイボーグしばた3 （2005年9月25日発売、発売元：ZETIMA）  - 「闘え!!サイボーグしばた3」全6話を収録。

| テレビ東京 火曜24:45枠                           | テレビ東京 火曜24:45枠                             | テレビ東京 火曜24:45枠                                                                                              |
| 前番組                                           | 番組名                                             | 次番組 |
| ------------------------------------------------ | -------------------------------------------------- | --- |
| ブレビ2 （1998年10月6日 - 1998年12月29日）       | アイドルをさがせ! （1999年1月5日 - 1999年3月30日） | BeatBang （1999年4月6日 - 2000年3月28日） ※帯番組                                                                   |
| テレビ東京 火曜25:15枠                           |                                                    | |
| ボイスラッガー （1999年1月12日 - 1999年3月30日） | アイドルをさがせ! （1999年4月6日 - 2002年3月26日） | Blanc V （2002年4月2日 - 2002年9月24日） ※24:55 - 25:25畑野スタイル （2002年4月2日 - 2002年6月25日） ※25:25 - 25:55 |